# Шараве, Этьен
Марен-Этьен Шараве (17 августа 1848, Париж — 3 октября 1899, Буа-ле-Руа) — французский историк, издатель, книготорговец, палеограф и научный писатель, сын библиографа Жака Шараве.

## Биография
С 1867 года продолжал библиографическую работу своего умершего отца с помощью дяди, известного коммунистического активиста Габриеля Шараве. 1 февраля 1869 года окончил Национальную школу хартий, получив звание учёного архивиста за диссертацию «Essai sur l’administration de Louis XI en Dauphiné avant son avènement au trône». Приняв управление кабинетом автографов, основанный его отцом и дядей, Шараве совершил ряд аукционных продаж рукописей и автографов, для которых изготовлялись каталоги.
Продолжая издание своего отца, «L’amateur d’autographes», Шараве в 1874 году основал журнал «Revue des documents historiques», где печатались редкие и неизданные документы с примечаниями и пояснениями. Вместе с братом Клавдием основал книгопродавческую фирму, которая специализировалась на изданиях памятников XVIII века вообще и эпохи революционной в частности. Был одним из свидетелей во время нашумевшего дела Дрейфуса. 13 июля 1889 года за свои заслуги был награждён Орденом Почётного легиона. 
Марен-Этьен Шараве умер в своём доме недалеко от Мелена и был похоронен на кладбище Монпарнас.
Помимо популярных в своё время патриотических брошюр «L’héroisme professionnel», «L’héroisme civil», «L’héroisme militaire», «Les enfants de la République» (1881—1882), Шараве написал несколько монографий историко-литературного характера: «Notes sur Nicolas Thoynard d’Orléans» (1868); «Jean d’Orléans, comte d’Angoulème» (1876); «Alfred de Vigny et Charles Baudelaire — candidats à l’Académie française» (1876). Он также издал с примечаниями и пояснениями «Amours pastorales de Daphnis et Chloé» (1872); совместно с Везеном, по поручению французского исторического общества, — письма Людовика XI (1883—1885); для «Собрания памятников, касающихся истории Парижа в революционную эпоху» — сборник протоколов, состоявшихся в собрании парижских избирателей за 1790 и 1791 годы (1890).